# Episodi de Il mio amico Rocket
La prima stagione della serie animata Il mio amico Rocket, composta da 26 episodi (52 segmenti), è stata trasmessa da Network Ten da 1º dicembre 2006 al 24 maggio 2007.
In Italia è stata trasmessa su Nickelodeon dal 1º aprile 2009 e successivamente replicata su Rai Gulp.
| n°  | Titolo originale                   | Titolo italiano                          | Prima TV Australia | Prima TV Italia |
| --- | ---------------------------------- | ---------------------------------------- | ------------------ | --------------- |
| 1a  | Three Strikes... You're Out!       | Rischio espulsione                       | 1º dicembre 2006   | 1° aprile 2009  |
| 1b  | Late Fees!                         | Un debito stratosferico                  | 1º dicembre 2006   | 1° aprile 2009  |
| 2a  | They Say It's Your Build Day!      | Regali di compleanno scomparsi           | 8 dicembre 2006    |                 |
| 2b  | Really, Really, Really Blind Date! | Appuntamento al buio                     | 8 dicembre 2006    |                 |
| 3a  | Vertigoing... Going... Gone!       | Coraggio mancante                        | 15 dicembre 2006   |                 |
| 3b  | Manners Maketh Rocket!             | Una questione di educazione              | 15 dicembre 2006   |                 |
| 4a  | Protection Rocket!                 | Basta con i Duckies                      | 22 dicembre 2006   |                 |
| 4b  | Rocket Rules!                      | Il chip comportamentale                  | 22 dicembre 2006   |                 |
| 5a  | Rocket the Vote!                   | Le elezioni del rappresentante di classe | 29 dicembre 2006   |                 |
| 5b  | Good Deeds Done Dirt Cheap!        | Il registro delle buone azioni           | 29 dicembre 2006   |                 |
| 6a  | Three Feet High and Rising!        | Foto di classe                           | 4 gennaio 2007     |                 |
| 6b  | 'I Got a Remote!                   | Cronomanipolatore                        | 4 gennaio 2007     |                 |
| 7a  | Mackerel Mates                     | Giovani merluzzi                         | 11 gennaio 2007    |                 |
| 7b  | Not So Spare Parts!                | Pezzi di ri-scambio                      | 11 gennaio 2007    |                 |
| 8a  | Swollen Cranium                    | I cervelloni                             | 18 gennaio 2007    |                 |
| 8b  | Tomorrow x3                        | Premonizioni                             | 18 gennaio 2007    |                 |
| 9a  | Rockin' Rocket                     | Testi e canzoni                          | 25 gennaio 2007    |                 |
| 9b  | Viva Vroom                         | A tutta birra!                           | 25 gennaio 2007    |                 |
| 10a | Mistake Over!                      | Gabby contesa                            | 1 febbraio 2007    |                 |
| 10b | No More Joe's!                     | Salviamo il Milkbar di Joe!              | 1 febbraio 2007    |                 |
| 11a | Writing on the Wall!               | La foto sul muro                         | 8 febbraio 2007    |                 |
| 11b | Biffo Blossoms!                    | Le conquiste di Biffo                    | 8 febbraio 2007    |                 |
| 12a | Vices and Principles!              | La rivincita di Vinnie                   | 15 febbraio 2007   |                 |
| 12b | Space Camp!                        | Ranger dello spazio                      | 15 febbraio 2007   |                 |
| 13a | The Tell-Tale Squid                | La maledizione del calapod               | 22 febbraio 2007   |                 |
| 13b | Mayakovsky!                        | MayaKovsky                               | 22 febbraio 2007   |                 |
| 14a | Genius Company Picnic!             | Gara di scienza                          | 1 marzo 2007       |                 |
| 14b | Father to the Prof!                | Questione di responsabilità              | 1 marzo 2007       |                 |
| 15a | Advinnies in Rocketsitting!        | A spasso con Crystal                     | 8 marzo 2007       |                 |
| 15b | Date My Sister!                    | Un cavaliere per Crystal                 | 8 marzo 2007       |                 |
| 16a | The 39 ¼ Steps!                    | Accoppiata Vincent                       | 15 marzo 2007      |                 |
| 16b | The Brunchfast Club!               | L'unione fa la forza                     | 15 marzo 2007      |                 |
| 17a | Publish and be Wedgied!            | Rocket in prestito                       | 22 marzo 2007      |                 |
| 17b | Hair Apparent!                     | Fantasia narrativa                       | 22 marzo 2007      |                 |
| 18a | Rebirth of Cool!                   | L'unica vera soluzione                   | 29 marzo 2007      |                 |
| 18b | Hypocritical Mass!                 | Sensi di colpa                           | 29 marzo 2007      |                 |
| 19a | Parent Substitute!                 | Per un pelo                              | 5 aprile 2007      |                 |
| 19b | Body Double Booked!                | Chi è il più cool della scuola           | 5 aprile 2007      |                 |
| 20a | 2 of the Girls!                    | Il chip della misura                     | 12 aprile 2007     |                 |
| 20b | Share and Share Unalike!           | Il valore dell'onestà                    | 12 aprile 2007     |                 |
| 21a | Author! Author!                    | Il clone                                 | 19 aprile 2007     |                 |
| 21b | Schrodinger's Rocket!              | La vendetta della scimmietta             | 19 aprile 2007     |                 |
| 22a | Retro Rocket!                      | Rocket è fuori moda                      | 26 aprile 2007     |                 |
| 22b | 0.9 of the Law                     | L'articolo 09 della legge                | 26 aprile 2007     |                 |
| 23a | Fly A Mile in My Boosters!         | Scambio di corpi                         | 3 maggio 2007      |                 |
| 23b | 3 Stage Rocket                     | Attori sul palco                         | 3 maggio 2007      |                 |
| 24a | Spaceship Earth!                   | Reattori ecologici                       | 10 maggio 2007     |                 |
| 24b | I’ve Got A Vinnie Q!               | Voglio tornare ad essere Vinnie Q        | 10 maggio 2007     |                 |
| 25a | Truces and Consequences!           | Tregue e carinerie                       | 17 maggio 2007     |                 |
| 25b | Rocket Roommates!                  | Ospiti sgraditi                          | 17 maggio 2007     |                 |
| 26a | Life: A User's Guide!              | Vita: istruzioni per l'uso               | 24 maggio 2007     |                 |
| 26b | To Wedgie or Not to Wedgie!        | Scherzo o non scherzo?                   | 24 maggio 2007     |                 |